# Giórgos Seféris

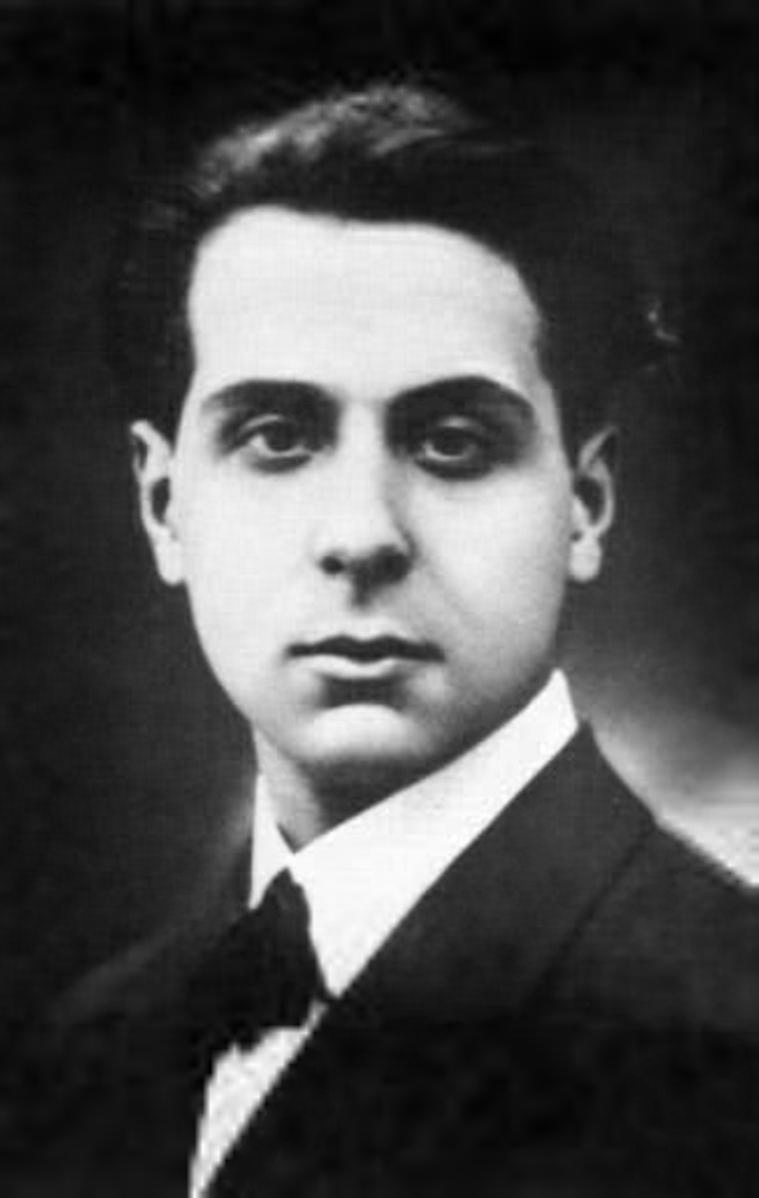
Seféris (1921)

Giórgos Seféris (em grego:  Γιώργος Σεφέρης) (Esmirna, 13 de março (29 de fevereiro, no calendário juliano) de 1900 — Atenas, 20 de setembro de 1971) foi um escritor grego, um dos poetas mais importantes da "geração de 30", que introduziu o Simbolismo na moderna literatura grega, filiado então à tradição intelectualista deste, a de Paul Valéry e Mallarmé.

## Vida
Nascido Giórgos Seferiádis (Γιώργος Σεφεριάδης), abandonou a sua cidade natal em 1914, para viver em Atenas e mais tarde em Paris. Em 1925 volta à Grécia, tendo seguido a carreira diplomática, o que o levou a habitar diversos países, sobretudo no Médio Oriente entre 1953 e 1956. Foi embaixador da Grécia no Reino Unido entre 1957 e 1962.
Recebeu o Nobel de Literatura de 1963 com sua poesia que também foi influenciada pelas obras de Konstantinos Kavafis, Ezra Pound e T. S. Eliot.

## Obras

### Poesia
- Strofi Στροφή (Strophe, 1931)
- Sterna  Στέρνα (The Cistern, 1932)
- Mythistorima Μυθιστόρημα (Mythical narrative, 1935)
- Tetradio Gymnasmaton Τετράδιο Γυμνασμάτων (Book of Exercises, 1940)
- Imerologio Katastromatos I Ημερολόγιο Καταστρώματος Ι ([Ship's] Log Book I, 1940)
- Imerologio Katastromatos II Ημερολόγιο Καταστρώματος ΙΙ (Log Book II, 1944)
- Kichli Κίχλη (The Thrush, 1947)
- Imerologio Katastromatos III Ημερολόγιο Καταστρώματος ΙΙΙ (Log Book III, 1955)
- Tria Kryfa Poiimata Τρία Κρυφά Ποιήματα (Three Secret Poems, 1966)
- Tetradio Gymnasmaton II Τετράδιο Γυμνασμάτων II (Book of Exercises ΙΙ, 1976)

### Prosa
- Dokimes (Essays) 3 vols. (vols 1–2, 3rd ed. (ed. G.P. Savidis) 1974, vol 3 (ed. Dimitri Daskalopoulos) 1992)
- Antigrafes (Translations) (1965)
- Meres (Days–diaries) (7 vols., published posthumously, 1975–1990)
- Exi nyxtes stin Akropoli (Six Nights on the Acropolis) (published posthumously, 1974)

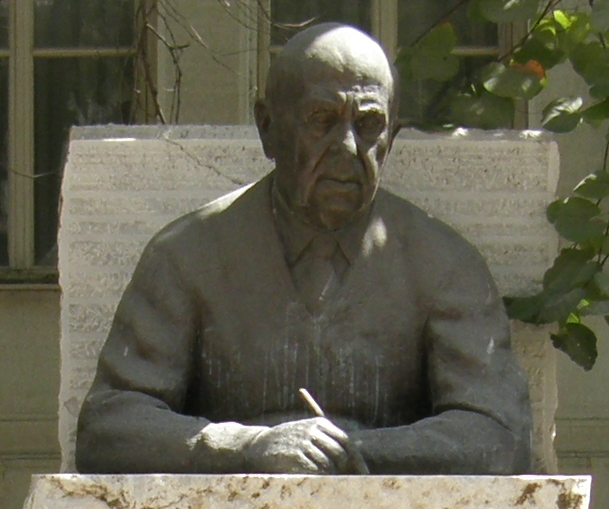
Giórgos Seféris

- Varnavas Kalostefanos. Ta sxediasmata (Varnavas Kalostefanos. The drafts.) (published posthumously, 2007)
- Six Nights on the Acropolis, translated by Susan Matthias (2007).

### Correspondência
- This Dialectic of Blood and Light, George Seferis - Philip Sherrard, An Exchange: 1946-1971, 2015 Limni (Greece): Denise Harvey (Publisher) ISBN 978-960-7120-37-3